# حمیدرضانداف
حمیدرضا نداف (زاده ۲۸ آبان ۱۳۷۱ در اصفهان) عضو تیم ملی تنیس ایران است،
حمیدرضا تنها تنیسور ایرانی است که در رقابت های جام دیویس(davis cup) هیچ باختی را در کارنامه خود ثبت نکرده است.
او اولین بازی رسمی خود را در سال ۲۰۱۴ آغاز کرد، وی در ATP صاحب رتبه 1365 و در ITF رتبه 1835 را دارد؛ بالاترین رتبه های او به ترتیب 505 و 803 در ITF و ATP می باشد؛ همچنین وی در بازی‌های دو نفره رتبه 1937 را از آن خود کرده‌است. او در رنکینگ فدراسیون تنیس جمهوری اسلامی ایران در سال 1401،رتبه 5 را با 1000 امتیاز از آن خود کرده است.

## پیشینه
حمیدرضا نداف از ۷ سالگی تنیس را شروع کرد و همزمان در رشته‌هایی مثل فوتبال و ژیمناستیک نیز فعالیت داشت، در سن ۱۲ سالگی ورزش تنیس را به صورت جدی تر دنبال کرد و نهایتاً در سن ۱۹ سالگی به صورت حرفه ای وارد این رشته شد و توانست قهرمانی کشور را به دست آورد و در مسابقات قهرمانی جهان صاحب رنکینگ شود و در همان سن به تیم ملی دعوت شد. 
از سن ۱۴ سالگی در رقابتهای قهرمانی کشور عنوان دار بود و در سن ۱۶ سالگی پس از رشد خوبی که داشت، توانست  در مسابقات بین‌المللی جوانان جهان (ITF) که در ایران مانند تمام نقاط جهان برگزار می‌شود در ۴ دوره آن فینالیست شد و در ۴ دوره رنکینگ جهانی پیدا کرد و تا رتبه ۴۱۳ دنیا هم بالا آمد؛ همچنین  در مسابقات بزرگ‌سالان جهان نیز شرکت کرد و زمانی که ۱۸ سال داشت توانست ۴ فاکتور این مسابقات را به دست بیاورد و در رنکینگ جهانی بزرگسالان نیز قرار گرفت و در ۲۰ سالگی به تیم ملی دعوت شد و در ۲۱ سالگی عضو اصلی تیم ملی بود و از آن سال تا به حال عضو ثابت تیم ملی است و به مسابقات بین‌المللی مختلفی اعزام شد و توانست جایگاه خود را در تیم ملی ثابت کند وی چندین قهرمانی کشور در کارنامه دارد و  در مسابقات ITF چهار نایب‌قهرمانی دارد و ۵ سال حضور مستمر در تیم ملی دارد که رکورد ۷ بازی پیاپی بدون باخت نیز برای او ثبت شده‌است.

## افتخارات
| نام تورنومنت              | زمان برگزاری | مقام کسب شده | نوع بازی |
| ------------------------- | ------------ | ------------ | -------- |
| جایزه بزرگ آزادی          | 2017-08-03   | قهرمان       | انفرادی  |
| جام کَسایی                 | 2016-09-20   | قهرمان       | انفرادی  |
| جام کَسایی                 | 2016-09-20   | مقام دوم     | دو نفره  |
| 1000 امتیازی (1400 تهران) | 2021-11-19   | قهرمان       | انفرادی  |
| جام زنده یاد اصغر کازرونی | 2016-08-28   | مقام دوم     | انفرادی  |

## جام دیویس
| نام حریف               | ست اول           | ست دوم   | ست سوم   | زمان برگزاری | ملیت حریف |
| ---------------------- | ---------------- | -------- | -------- | ------------ | --------- |
| محمد ابوزید            | 6-1 نداف         | 6-1 نداف | -        | 2021         | عراق      |
| کنی بون                | 6-4 بون          | 6-1 نداف | 6-2 نداف | 2021         | کامبوج    |
| کریستانوف              | 6-2 نداف         | 6-0 نداف | -        | 2021         | قرقیزستان |
| محمد عبید علی خان اکبر | 6-3 علی خان اکبر | 6-4 نداف | 7-6 نداف | 2017         | پاکستان   |
| ووئن هوانگ             | 5-4 نداف         | -        | -        | 2017         | ویتنام    |